# Hedwig Rumpelt
Hedwig Elisabeth Rumpelt (* 31. Mai 1861 in Breslau; † 26. Februar 1937 in Dresden) war eine deutsche Malerin, deren Schwerpunkte auf Architekturmalerei und städtischen Landschaften lagen.

## Leben
Hedwig Rumpelt wurde als Tochter eines Kaufmanns in Breslau geboren. Nach dem Besuch einer Privatschule begann sie ein Studium der Malerei in München. Hier wurde sie von Ludwig Dill, Walther Firle, Carl von Marr und Friedrich Fehr ausgebildet. Im Jahr 1906 ging sie nach Dresden und malte Ansichten der Stadt. Sie war 1904 Gründungsmitglied der Gruppe Dresdner Künstlerinnen. Als Patientin in der privaten Münchner Kuranstalt Neufriedenheim malte sie mehrere Ansichten des Anstaltsgebäudes. Sie verdiente sich ihren Aufenthalt zum Teil mit diesen Zeichnungen. Ihre Zeichnungen sind signiert aber nicht mit einem Datum versehen. Da eine Hausbeschreibung aus dem Jahr 1912 eine dieser Zeichnungen enthält, kann man schließen, dass sie bereits 1912 oder früher als Patientin in Neufriedenheim war.

## Werke (Auswahl)
Werke von Hedwig Rumpelt befinden sich im Stadtmuseum Dresden.
- Dresden – Frauenkirche im Schnee
- Dresden – Terrasse im Schnee
- Blick in die Theatinerstraße in München, um 1910
- Nürnberg, Museumsbrücke mit Plobenhofstraße
- Ansicht von Würzburg mit der alten Mainbrücke
- München – Ansichten der Kuranstalt Neufriedenheim (Privatbesitz)